# Otherwise Award
De Otherwise Award, voorheen de James Tiptree Jr.-prijs (James Tiptree, Jr. Literary Award), is een jaarlijkse literaire prijs voor sciencefiction- of fantasy-boeken die de kennis of het begrip van gender verkennen. Sciencefiction-auteurs Pat Murphy en Karen Joy Fowler stelden de prijs in februari 1991 in na een paneldiscussie op WisCon, een feministische sf-conventie in Wisconsin (VS).

## Achtergrond
De prijs is vernoemd naar Alice B. Sheldon die schreef onder het pseudoniem James Tiptree Jr. Door het kiezen van een mannelijk pseudoniem waaronder haar verhalen werden geaccepteerd door uitgevers en waaronder ze prijzen won, toonde Sheldon aan dat er geen onderscheid bestond tussen mannelijk en vrouwelijke sciencefiction-verhalen.
Jaren nadat Tiptree sf-verhalen publiceerde schreef Sheldon ook boeken onder het vrouwelijke pseudoniem Raccoona Sheldon; pas later ontdekte de sciencefiction-fans en -uitgevers dat Tiptree al die tijd een vrouw was. Deze ontdekking leidde tot een wijdverbreide discussie over de vraag of er aspecten aan het schrijven bestaan die een specifiek geslacht hebben. Om het publiek te herinneren aan de rol van gender in zowel het lezen als het schrijven van verhalen stelde Karen Joy Fowler voor de nieuwe prijs naar Sheldon te vernoemen.
In 2019 werd de prijs hernoemd, vanwege twijfels rond het levenseinde van Sheldon.

## Winnaars
- Retrospectieve prijs voor Motherlines en Walk to the End of the World door Suzy McKee Charnas; The Left Hand of Darkness door Ursula K. Le Guin; The Female Man en When It Changed door Joanna Russ
- 1991: A Woman of the Iron People door Eleanor Arnason en White Queen door Gwyneth Jones
- 1992: China Mountain Zhang door Maureen F. McHugh
- 1993: Ammonite door Nicola Griffith
- 1994: The Matter of Seggri door Ursula K. Le Guin en Larque on the Wing door Nancy Springer
- 1995: Waking The Moon door Elizabeth Hand en The Memoirs Of Elizabeth Frankenstein door Theodore Roszak
- 1996: Mountain Ways door Ursula K. Le Guin en The Sparrow door Mary Doria Russell
- 1997: Black Wine door Candas Jane Dorsey en Travels With The Snow Queen door Kelly Link
- 1998: Congenital Agenesis of Gender Ideation door Raphael Carter
- 1999: The Conqueror's Child door  Suzy McKee Charnas
- 2000: Wild Life door Molly Gloss
- 2001: The Kappa Child door Hiromi Goto
- 2002: Light door M. John Harrison en Stories for Men door John Kessel
- 2003: Set This House In Order: A Romance Of Souls door Matt Ruff
- 2004: Camouflage door Joe Haldeman and Not Before Sundown door Johanna Sinisalo
- 2005: Air door Geoff Ryman
- 2006: The Orphan's Tales: In the Night Garden door Catherynne M. Valente en Half Life door Shelley Jackson; speciale erkenning voor de biografie James Tiptree, Jr.: The Double Life of Alice B. Sheldon door Julie Philips
- 2007: The Carhullan Army door Sarah Hall
- 2008: The Knife of Never Letting Go door Patrick Ness en Filter House door  Nisi Shawl
- 2009: Cloud and Ashes: Three Winter’s Tales door Greer Gilman door Ōoku: The Inner Chambers door Fumi Yoshinaga
- 2010: Baba Yaga Laid an Egg door Dubravka Ugresic
- 2011: Redwood and Wildfire door  Andrea Hairston
- 2012: The Drowning Girl door Caitlin R. Kiernan en Ancient, Ancient door Kiini Ibura Salaam
- 2013: Rupetta door N. A. Sulway
- 2014: The Girl in the Road door Monica Byrne en My Real Children door Jo Walton
- 2015: The New Mother door Eugene Fischer en Lizard Radio door Pat Schmatz
- 2016: When the Moon Was Ours door Anna-Marie McLemore